# سامانه سخن‌پراکنی کره
کی‌بی‌اس (سامانه پخش‌رسانه‌ای کره) (به هانگول: 한국 방송 공사) یک شبکهٔ رادیو تلویزیونی در کره جنوبی است که در سال ۱۹۲۷ میلادی بنیان گذاشته شد. این شبکه نخستین و بزرگترین شبکه در کشور کره جنوبی می‌باشد.
کی‌بی‌اس در سال ۲۰۱۰ با شبکه ۳ تلویزیون ایران قرارداد بست. از محصولات این شبکه (سرزمین بادها) از شبکهٔ ۳ و (بیمارستان چونا) از شبکهٔ ۵ (تهران) تلویزیون ایران پخش شد.

## نشان‌های پیشین

دومین نشان (۱۹۷۳-۱۹۸۴)
سومین نشان (۱۹۸۴-اکنون)
نشان متنی کی‌بی‌اس

### مجموعه‌های پخش شده ازصدا و سیمای جمهوری اسلامی ایران
| نام مجموعه     | نام لاتین          | سال تولید | پخش از         |
| -------------- | ------------------ | --------- | -------------- |
| امپراتور دریا  | Emperor of the Sea | ۲۰۰۴      | شبکه ۳         |
| امپراتور بادها | The Land of Wind   | ۲۰۰۸      | شبکه ۳         |
| قهرمان         | Hong Gil-dong      | ۲۰۰۸      | شبکه‌های استانی |
| بیمارستان چونا | Brain              | ۲۰۱۲      | شبکه ۵         |
| آقای دکتر      | Good Doctor        | ۲۰۱۳      | شبکه ۲         |
| افسانه سامبونگ | Jeong Do-jeon      | ۲۰۱۴      | شبکه ۵         |